# 邦德冰原島峰
67°9′S 68°10′W / 67.150°S 68.167°W
邦德冰原島峰（英語：Bond Nunatak），是南極洲的冰原島峰，位於葛拉漢地，處於阿德萊德島的布維耶山以北，由英國南極名稱諮詢委員會命名，現時由南極條約體系管理。